# Georgi Petkow
Georgi Stoiłow Petkow (buł. Георги Стоянов Петков, ur. 14 marca 1976 roku w Pazardżiku), bułgarski piłkarz, grający na pozycji bramkarza.

## Kariera piłkarska
Jest wychowankiem Hebyru Pazardżik, skąd w wieku dwudziestu lat odszedł do Slawii Sofia. Początkowo był tylko zmiennikiem, najpierw Zdrawko Zdrawkowa (rozgrywki 1996–1997), a następnie Borisława Michajłowa (runda wiosenna 1997–1998). W kolejnych sezonach rywalizował o miejsce w pierwszym składzie z Russim Petkowem.
W 2001 roku został sprowadzony do Lewskiego Sofia; klub ze stolicy Bułgarii poszukiwał bramkarza, który mógłby zastąpić kontuzjowanego Dimityra Iwankowa. Petkow był podstawowym graczem w sezonie 2001–2002, ale po wykurowaniu się Iwankowa ponownie trafił na ławkę rezerwowym. Koszulkę z numerem jeden przejął dopiero trzy lata później, kiedy Iwankow przeszedł do Kayserisporu. Od tej pory ma pewne miejsce w jedenastce zespołu, z którym zdobył trzykrotnie mistrzostwo kraju, czterokrotnie Puchar, a także dotarł do ćwierćfinału Pucharu UEFA i wystąpił w Lidze Mistrzów (2006–2007). Od sezonu 2008–2009 był kapitanem Lewskiego.
W styczniu 2011 roku skończył mu się kontrakt z Lewskim. Nie został on przedłużony, a na miejsce Petkowa działacze klubu sprowadzili Kiryła Akalskiego. 34-letni zawodnik wkrótce znalazł zatrudnienie w cypryjskim Enosis Neon Paralimni.
W 2005, 2007 i 2008 roku przyznano mu nagrodę dla najlepszego bramkarza Bułgarii.

## Kariera reprezentacyjna
W reprezentacji Bułgarii zadebiutował 13 lutego 2002 roku w zremisowanym 0:0 spotkaniu towarzyskim z Chorwacją, kiedy to w '46 minucie zastąpił Zdrawkowa. Przez ponad trzy lata pozostawał poza zainteresowaniem selekcjonerów; do kadry powrócił w sierpniu 2005 roku. Od tego czasu regularnie otrzymywał powołania, jednak w drużynie narodowej był tylko zmiennikiem Dimityra Iwankowa. Z czasem jego miejsce w kadrze zajął młodszy Nikołaj Michajłow.
Znany jest z wybuchowego temperamentu; ma na swoim koncie wiele żółtych i czerwonych kartek, a w jednym z meczów ligowych sezonu 2006–2007 prowokował własnych kibiców, w których, po zakończeniu spotkania, kopnął baner reklamowy. Fani Lewskiego postanowili pozwać go do sądu.

## Sukcesy piłkarskie
- mistrzostwo Bułgarii 2002, 2006, 2007 i 2009, Puchar Bułgarii 2002, 2003, 2005 i 2007, ćwierćfinał Pucharu UEFA 2006 oraz start w Lidze Mistrzów 2006–2007 z Lewskim Sofia
- Bramkarz roku 2005, 2007 i 2008 w Bułgarii
- Piłkarz roku w Bułgarii: 2007 (trzecie miejsce) i 2008 (drugie miejsce)